# Iulia y Delia Zanoschi
Iulia Jaso (nacida Iulia Zanoschi) y Delia Wookey (nacida Delia Zanoschi), nacidas el 25 de octubre de 1988, son hermanas gemelas rumanas conocidas por sus logros en alpinismo.

## Infancia y educación
Nacidas y criadas en Iași, Rumanía, por profesores de matemáticas de secundaria, Adrian y Gabriela Zanoschi, las hermanas asistieron al Colegio Nacional y completaron el Bachillerato rumano. Recibieron títulos de licenciatura en Negocios de la Academia de Estudios Económicos de Bucarest y la Universidad de la Sorbona en 2010, seguidos de una Maestría en Finanzas de HEC París en 2011. En 2016, Iulia asistió a la Wharton School de la Universidad de Pensilvania y Delia estudió en la Harvard Business School, obteniendo ambas MBAs.

## Alpinismo
Las hermanas comenzaron su aventura en el alpinismo con el ascenso al Monte Kilimanjaro en 2017 y completaron el desafío de los Siete Cumbres, escalando los picos más altos de cada continente. En mayo de 2021 se convirtieron en las primeras gemelas europeas y las mujeres rumanas más jóvenes en llegar a la cima del Monte Everest. En enero de 2022 se convirtieron en las primeras rumanas en llegar a la cima del Vinson Massif, completando la lista de Bass de los Siete Cumbres. Completaron los Siete Volcanes con el Monte Damavand en mayo de 2022.

### Los Siete Cumbres
| N.º | Cumbre            | Altitud      | Continente   | Fecha    |
| --- | ----------------- | ------------ | ------------ | -------- |
| 1   | Monte Kilimanjaro | 5,895 metros | África       | Oct 2017 |
| 2   | Monte Kosciuszko  | 2,228 metros | Australia    | Ene 2018 |
| 3   | Monte Elbrús      | 5,642 metros | Europa       | Ago 2018 |
| 4   | Aconcagua         | 6,961 metros | Sudamérica   | Ene 2019 |
| 5   | Monte Everest     | 8,848 metros | Asia         | May 2021 |
| 6   | Denali            | 6,190 metros | Norteamérica | Jun 2021 |
| 7   | Vinson Massif     | 4,892 metros | Antártida    | Ene 2022 |

### Los Siete Volcanes
| N.º | Cumbre            | Altitud      | Continente   | Fecha    |
| --- | ----------------- | ------------ | ------------ | -------- |
| 1   | Monte Kilimanjaro | 5,895 metros | África       | Oct 2017 |
| 2   | Monte Elbrús      | 5,642 metros | Europa       | Ago 2018 |
| 3   | Pico de Orizaba   | 5,636 metros | Norteamérica | Nov 2018 |
| 4   | Monte Giluwe      | 4,367 metros | Australia    | Nov 2019 |
| 5   | Ojos del Salado   | 6,893 metros | Sudamérica   | Ene 2020 |
| 6   | Monte Sidley      | 4,285 metros | Antártida    | Dic 2021 |
| 7   | Monte Damavand    | 5,609 metros | Asia         | May 2022 |

## Vida personal
Iulia y Delia residen actualmente en Seattle, Washington.